# 2021 en boxe anglaise
| Années de la boxe anglaise : 2018 - 2019 - 2020 - 2021 - 2022 - 2023 - 2024    |
| Décennies de la boxe anglaise : 1990 - 2000 - 2010 - 2020 - 2030 - 2040 - 2050 |

Résumé de l'année 2021 en boxe anglaise.

## Boxe professionnelle

### Janvier
18/01 : Julian Williams (27-2-1, 16 KO), champion WBA & IBF poids super-welters, perd par arrêt de l’arbitre au 5e round contre Jeison Rosario (20-1-1, 14 KO).

30/01 : Tevin Farmer (30-5-1, 6 KO), champion IBF poids super-plumes, perd aux points contre Joseph Diaz (31-1, 15 KO).

30/01 : Demetrius Andrade (29-0, 18 KO), champion WBO poids moyens, bat par arrêt de l'arbitre au 9e round Luke Keeler (17-3-1, 15 KO).

30/01 : Daniel Roman (27-3-1, 10 KO), champion WBA & IBF poids super-coqs, perd aux points contre Murodjon Ahmadaliyev (8-0, 6 KO).

31/01 : Ilunga Makabu (27-2, 24 KO) bat aux points Michal Cieslak (19-1, 13 KO) et remporte le titre vacant de champion WBC poids lourds-légers.

### Février
13/02 : Brian Castaño (17-0-1, 12 KO) remporte le titre de champion WBO poids super-welters aux dépens de Patrick Teixeira (31-2, 22 KO).

20/02 : Miguel Berchelt (37-2, 33 KO), champion WBC poids super-plumes, perd son titre par KO au 10e round contre Óscar Valdez (29-0, 23 KO).

27/02 : Pedro Taduran (14-3-1, 11 KO), champion IBF poids pailles, perd son titre aux points contre Rene Mark Cuarto (19-2-2, 11 KO).

27/02 : Saul Alvarez (55-1-2, 37 KO), champion WBA et WBC poids super-moyens, bat par arrêt de l’arbitre au 3e round Avni Yildirim (21-3, 12 KO).

### Mars
13/03 : Hiroto Kyoguchi (15-0, 10 KO), champion WBA poids mi-mouches, bat par arrêt de l’arbitre au 5e round Axel Aragon Vega (14-4-1, 8 KO).

13/03 : Juan Francisco Estrada (42-3, 28 KO), champion WBC poids super-mouches, bat aux points Roman Gonzalez (50-3, 41 KO), champion WBA.

20/03 : Artur Beterbiev (16-0, 16 KO), champion WBC & IBF poids mi-lourds, bat par arrêt de l’arbitre au 10e round Adam Deines (19-2-1, 10 KO).

20/03 : Lawrence Okolie (16-0, 13 KO) bat par KO au 6e round Krzysztof Glowacki (31-3, 19 KO) et remporte le titre vacant de champion WBO poids lourds-légers.

### Avril
03/04 : Jamel Herring (23-2, 11 KO), champion WBO poids super-plumes, bat par arrêt de l’arbitre au 6e round Carl Frampton (28-3, 16 KO).

03/04 : Murodjon Akhmadaliev (9-0, 7 KO), champion WBA & IBF poids super-coqs, bat par arrêt de l’arbitre au 5e round Ryosuke Iwasa (27-4, 17 KO).

10/04 : Jerwin Ancajas (33-1-2, 22 KO), champion IBF poids super-mouches bat aux points Jonathan Javier Rodriguez (22-2, 16 KO).

10/04 : Joe Smith Jr. (27-3, 21 KO) bat aux points Maxim Vlasov (45-4, 26 KO) pour le titre vacant de champion WBO poids mi-lourds.

17/04 : Demetrius Andrade (30-0, 18 KO), champion WBO poids moyens, bat aux points Liam Williams (23-3-1, 18 KO).

24/04 : Kenshiro Teraji (18-0, 10 KO), champion WBC poids mi-mouches, bat aux points Tetsuya Hisada (34-11-2, 20 KO).

24/04 : Emanuel Navarrete (33-1, 28 KO), champion WBO poids plumes, bat par arrêt de l'arbitre au 12e round Christopher Diaz (26-3, 16 KO).

30/04 : Moruti Mthalane (39-3, 26 KO), champion IBF poids mouches, perd aux points contre Sunny Edwards (16-0, 4 KO).

### Mai
08/05 : Canelo Álvarez (56-1-2, 38 KO), champion WBA & WBC poids super-moyens, bat par abandon à l'issue du 8e round Billy Joe Saunders (30-1, 14 KO), champion WBO.

15/05 : Luis Nery (31-1, 24 KO), champion WBC poids super-coqs, perd par KO au 7e round contre Brandon Figueroa (22-0-1, 17 KO).

22/05 : Josh Taylor (18-0, 13 KO), champion WBA et IBF poids super-légers, bat aux points José Carlos Ramírez (27-1, 17 KO), champion WBC et WBO.

29/05 : Nordine Oubaali (17-1, 12 KO), champion WBC poids coqs, perd par KO au 4e round contre Nonito Donaire (41-6, 27 KO).

29/05 : Devin Haney (26-0, 15 KO), champion WBC poids légers , bat aux points Jorge Linares (47-6, 29 KO).

### Juin
19/06 : Naoya Inoue (21-0, 18 KO), champion WBA et IBF poids coqs bat par KO au 3e round Michael Dasmarinas (30-3-1, 20 KO).

19/06 : Jermall Charlo (32-0, 22 KO), champion WBC poids moyens, bat aux points Juan Macias Montiel (22-5-2, 22 KO).

26/06 : Julio Cesar Martinez (18-1, 14 KO), champion WBC poids mouches, bat par arrêt de l'arbitre au 6e round Joel Cordova (12-5-2, 3 KO).

### Juillet
17/07 : Jermell Charlo (34-1-1, 18 KO), champion WBA, WBC et IBF poids super-welters, fait match nul contre Brian Castaño (17-0-2, 12 KO), champion WBO.

### Août
07/08 : Kid Galahad (28-1, 17 KO) bat par abandon au 11e round James Dickens (30-4, 11 KO) pour le titre vacant de champion IBF poids plumes.

14/08 : John Riel Casimero (31-4, 21 KO), champion WBO poids coqs, bat aux points Guillermo Rigondeaux (20-2, 13 KO).

21/08 : Yordenis Ugas (27-4, 12 KO), champion WBA poids welters, bat aux points Manny Pacquiao (62-8-2, 39 KO).

### Septembre
01/09 : Kazuto Ioka (27-2, 15 KO), champion WBO poids super-mouches, bat aux points Francisco Rodriguez Jr. (34-5-1, 24 KO).

10/09 : Óscar Valdez (30-0, 23 KO), champion WBC poids super-plumes, bat aux points Robson Conceicao (16-1, 8 KO).

10/09 : Junto Nakatani (22-0, 17 KO), champion WBO poids mouches, bat par arrêt de l'arbitre au 4e round Ángel Acosta (22-3, 21 KO).

22/09 : Kenshiro Teraji (18-1, 10 KO), champion WBC poids mi-mouches, perd par arrêt de l'arbitre au 10e round Masamichi Yabuki (13-3, 12 KO).

25/09 : Anthony Joshua (24-2, 22 KO), champion WBA, WBO et IBF poids lourds, perd aux points contre Oleksandr Usyk (19-0, 13 KO).

25/09 : Lawrence Okolie (17-0, 14 KO), champion WBO poids lourds-légers, bat par KO au 3e round Dilan Prasovic (15-1, 12 KO).

### Octobre
05/10 : Thammanoon Niyomtrong (22-0, 8 KO), champion poids pailles WBA, bat par arrêt de l'arbitre au 3e round Siridech Deebook (23-7-1, 13 KO).

09/10 : Tyson Fury (31-0-1, 22 KO), champion poids lourds WBC, bat KO au 11e round Deontay Wilder (42-2-1, 41 KO).

15/10 : Emanuel Navarrete (35-1, 29 KO), champion poids plumes WBO vs. Joet Gonzalez (24-2, 14 KO).

16/10 : Elwin Soto (19-2, 13 KO), champion poids mi-mouches WBO, perd aux points contre Jonathan González (25-3-1, 14 KO).

16/10 : Mairis Briedis (28-1, 20 KO), champion poids lourds-légers IBF, bat par arrêt de l'arbitre au 3e round Artur Mann (17-2, 9 KO).

23/10 : Jamel Herring (23-3, 11 KO), champion poids super-plumes WBO, perd par arrêt de l'arbitre au 10e round contre Shakur Stevenson (17-0, 9 KO).

### Novembre
02/11 : Panya Pradabsri (37-1, 23 KO), champion poids pailles WBC, bat aux points Danai Ngiabphukhiaw (9-3, 5 KO).

06/11 : Saul Alvarez (57-1-2, 37 KO), champion poids super-moyens WBA, WBC et WBO, bat par KO au 11e round Caleb Plant (21-1, 12 KO), champion IBF.

13/11 : Kid Galahad (28-2, 17 KO), champion poids plumes IBF, perd par arrêt de l’arbitre au 6e round contre Kiko Martinez (43-10-2, 30 KO).

19/11 : Murodjon Akhmadaliev (10-0, 7 KO), champion poids super-coqs WBA & IBF, bat aux points Jose Velasquez (29-7-2, 19 KO).

19/11 : Demetrius Andrade (31-0, 19 KO), champion poids moyens WBO, bat par arrêt de l’arbitre au 2e round Jason Quigley (19-2, 14 KO).

20/11 : Artem Dalakian (21-0, 15 KO), champion poids mouches WBA, bat par arrêt de l’arbitre au 9e round Luis Concepción (39-9, 28 KO).

20/11 : Terence Crawford (38-0, 29 KO), champion poids welters WBO, bat par arrêt de l’arbitre au 10e round Shawn Porter (31-4-1, 17 KO).

27/11 : Teófimo López (16-0, 12 KO), champion poids légers WBA, IBF et WBO, perd aux points contre George Kambosos Jr. (20-0, 10 KO).

27/11 : Brandon Figueroa (22-1-1, 17 KO), champion poids super-coqs WBC, perd aux points contre Stephen Fulton (20-0, 8 KO), champion WBO.

27/11 : Kenichi Ogawa (26-1-1, 18 KO) bat aux points Azinga Fuzile (15-2, 9 KO) pour le titre vacant de champion poids super-plumes IBF.

### Décembre
04/12 : Devin Haney (27-0, 15 KO), champion poids légers WBC, bat aux points Joseph Diaz (32-2-1, 15 KO).

11/12 : Dmitry Bivol (19-0, 11 KO), champion poids mi-lourds WBA, bat aux points Umar Salamov (26-2, 19 KO).

11/12 : Sunny Edwards (17-0, 4 KO), champion poids mouches IBF, bat aux points Jayson Mama (16-1, 9 KO).

11/12 : Nonito Donaire (42-6, 28 KO), champion poids coqs WBC, bat par KO au 4e round Reymart Gaballo (24-1, 20 KO).

14/12 : Naoya Inoue (22-0, 19 KO), champion poids coqs WBA et IBF, bat par arrêt de l'arbitre au 8e round Aran Dipaen (12-3, 11 KO).

14/12 : Wilfredo Mendez (16-2, 6 KO), champion poids pailles WBO, perd par arrêt de l'arbitre au 11e round contre Masataka Taniguchi (15-3, 10 KO).

17/12 : Artur Beterbiev (17-0, 17 KO), champion poids mi-lourds WBC et IBF, bat par KO au 9e round Marcus Browne (24-2, 16 KO).

31/12 : Kazuto Ioka (28-2, 15 KO), champion poids super-coqs WBO, bar aux points Ryoji Fukunaga (15-5, 14 KO).

## Boxe amateur
- Du 24 au 31 mai : championnats d'Asie de boxe amateur 2021.
- Les compétitions de boxe aux Jeux olympiques de Tokyo, prévues initialement en 2020, sont reportées du 24 juillet au 8 août à cause de la pandémie de covid-19.
- Du 26 octobre au 6 novembre : championnats du monde de boxe amateur 2021.

## Principaux décès
- 7 février : Leon Spinks, boxeur américain champion du monde des poids lourds, 67 ans[1].
- 13 mars : Marvin Hagler, boxeur américain champion du monde des poids moyens, 66 ans[2]

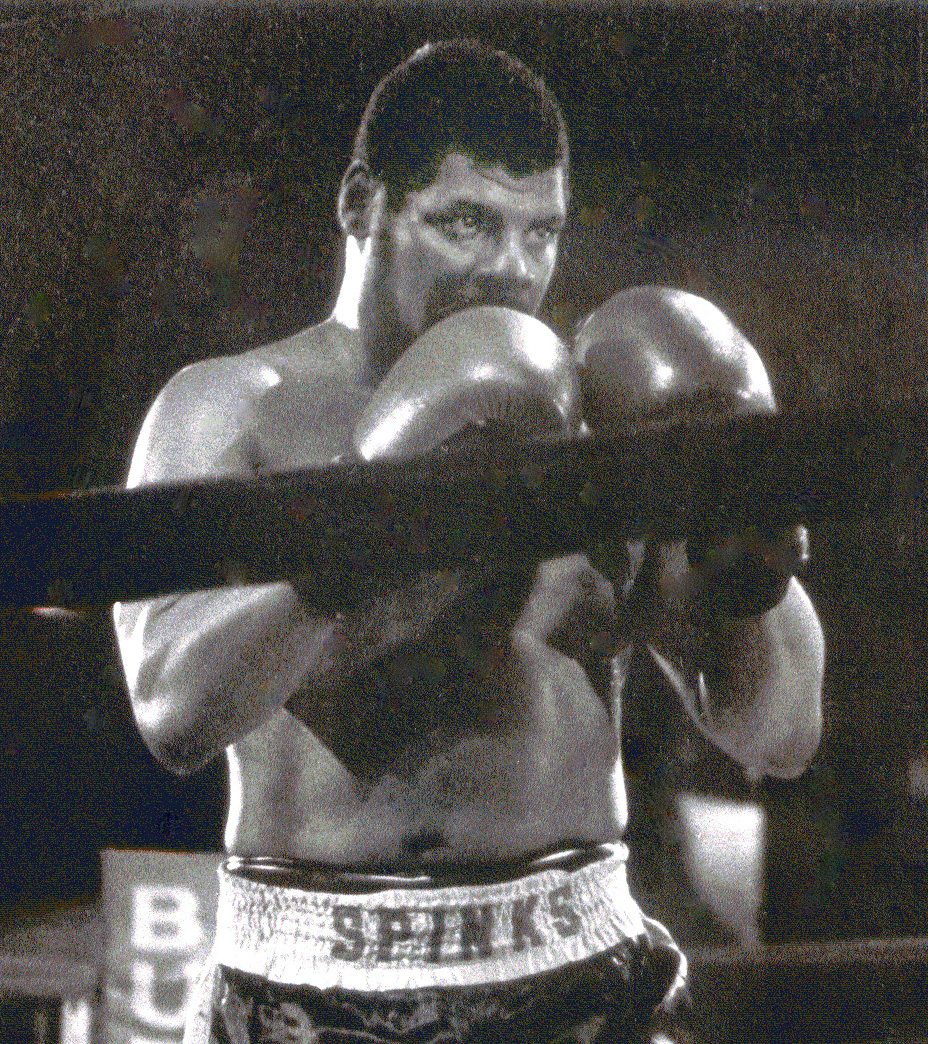
Leon Spinks en 1995
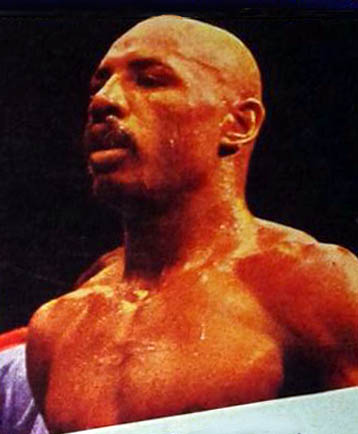
Hagler en 1984